# Haliclona simplicissima
Haliclona simplicissima är en svampdjursart som först beskrevs av Burton 1933.  Haliclona simplicissima ingår i släktet Haliclona och familjen Chalinidae. Inga underarter finns listade i Catalogue of Life.